# استخوان صدفی

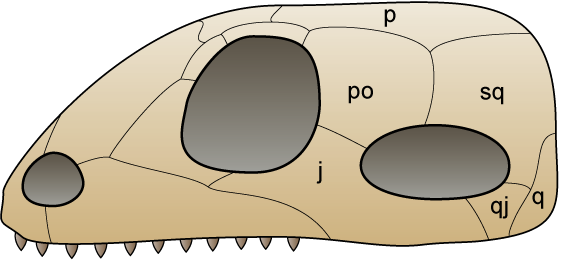
یک طرح کلی از جمجمه هم‌کمانان که محل استخوان‌های اصلی پوستی، از جمله استخوان صدفی (Sq)، را نشان می‌دهد.

استخوان صدفی (انگلیسی: Squamosal bone) یک استخوان جمجمه است که در بیشتر خزندگان، دوزیستان و پرندگان یافت می‌شود. در ماهی‌ها، به آن استخوان پتروتیک (pterotic bone) نیز گفته می‌شود.
در بیشتر چهاراندامان (tetrapods)، استخوان‌های صدفی و چارکی‌یوغی، سری گونه جمجمه را تشکیل می‌دهند. این استخوان یک جزء اجدادی از سقف پوستی را تشکیل می‌دهد و معمولاً در مقایسه با سایر استخوان‌های جمجمه نازک است.
استخوان صدفی در موقعیت شکمی نسبت به سِری گیجگاهی و شکاف گوشی قرار دارد و از قدام توسط استخوان پس‌چشمخانه‌ای (postorbital) محدود می‌شود. در خلف، استخوان صدفی با استخوان‌های چارکی و استخوان بالی (تریگوئید) مفصل می‌شود. استخوان صدفی از قدام-شکم توسط استخوان یوغی و از شکم توسط چارکی‌یوغی محدود می‌شود.

## کارکرد در خزندگان
در خزندگان، استخوان‌های چارکی و مفصلی جمجمه، برای تشکیل مفصل آرواره، مفصل می‌شوند. استخوان صدفی در قدام استخوان چهارکی قرار دارد.

## در هم‌کمانان

### هم‌کمانان غیر پستاندار
در هم‌کمانان (سیناپسیدهای) غیر پستاندار، آرواره از چهار عنصر استخوانی تشکیل شده است و به آن آروارهٔ چهارکی-مفصلی (quadro-articular jaw) گفته می‌شود زیرا مفصل بین استخوان‌های مفصلی و چارکی است. در ددکمانان (هم‌کمانان پیشرفته شامل پستانداران)، آرواره به یک مفصل بین ردیف پایین و بخش صدفی استخوان گیجگاهی ساده می‌شود و از این رو به آن آرواره دندانی-صدفی (dentary-squamosal jaw) گفته می‌شود.

### پستانداران
در بسیاری از پستانداران، از جمله انسان، صدفی با استخوان پیراگوشی (periotic) و حباب شنوایی (auditory bulla) ترکیب می‌شود تا گیجگاهی را تشکیل دهد که سپس به آن صدفی‌گیجگاهی (squama temporalis) گفته می‌شود.
در پستانداران، استخوان چارکی برای تشکیل استخوان چکشی، یکی از استخوانچه‌های گوش پستانداران، تکامل می‌یابد. به‌طور مشابه، استخوان مفصلی برای تشکیل استخوان سندانی تکامل می‌یابد. استخوان صدفی مهاجرت می‌کند و دراز می‌شود تا به یک نقطه مفصل جدید با آرواره پایین (در استخوان دندانی) تبدیل شود.